# Zhang Boheng
Zhang Boheng (n. 4 martie 2000, Hunan, Republica Populară Chineză) este un gimnast artistic ce a reprezentat Republica Populară Chineză, medaliat olimpic. A participat la o ediție a Jocurilor Olimpice (2024) în care a câștigat două medalii de argint și o medalie de bronz.

## Participări
Lista de mai jos prezintă principalele competiții la care a participat Zhang Boheng de-a lungul carierei.
- Gimnastică la Jocurile Olimpice de vară din 2024 - Individual compus masculin